# Communauté de communes Médoc Estuaire
Die Communauté de communes Médoc Estuaire ist ein französischer Gemeindeverband mit der Rechtsform einer Communauté de communes im Département Gironde in der Region Nouvelle-Aquitaine. Sie wurde am 11. Dezember 2002 gegründet und umfasst zehn Gemeinden. Der Verwaltungssitz befindet sich im Ort Arsac.

## Mitgliedsgemeinden
| Gemeinde                              | Einwohner 1. Januar 2022 | Fläche km² | Dichte Einw./km² | Code INSEE | Postleitzahl |
| ------------------------------------- | ------------------------ | ---------- | ---------------- | ---------- | ------------ |
| Arcins                                | 544                      | 6,77       | 80               | 33010      | 33460        |
| Arsac                                 | 4.040                    | 32,60      | 124              | 33012      | 33460        |
| Cussac-Fort-Médoc                     | 2.326                    | 18,01      | 129              | 33146      | 33460        |
| Labarde                               | 616                      | 4,76       | 129              | 33211      | 33460        |
| Lamarque                              | 1.335                    | 8,91       | 150              | 33220      | 33460        |
| Le Pian-Médoc                         | 7.198                    | 30,12      | 239              | 33322      | 33290        |
| Ludon-Médoc                           | 5.466                    | 18,69      | 292              | 33256      | 33290        |
| Macau                                 | 4.575                    | 19,56      | 234              | 33262      | 33460        |
| Margaux-Cantenac                      | 2.844                    | 21,62      | 132              | 33268      | 33460        |
| Soussans                              | 1.710                    | 13,55      | 126              | 33517      | 33460        |
| Communauté de communes Médoc Estuaire | 30.654                   | 174,59     | 176              | –          | –            |